# Palacio de Berdín
El palacio de Berdín está situado en Doiras, Boal, Asturias.
Edificado en el siglo XVIII, llama la atención sus grandes dimensiones y sus muros sin ningún tipo de decoración. Está fabricado en mampostería, con sillares. De planta en forma de U, en la fachada del patio central hay una galería sobre columnas monolíticas.